# Chaînes du destin
Pour les articles homonymes, voir No Man of Her Own.
Pour plus de détails, voir Fiche technique et Distribution.
Chaînes du destin (No Man Of Her Own) est un film américain réalisé par Mitchell Leisen, sorti en 1950.

## Synopsis
Helen Ferguson est une jeune femme abandonnée par son amant. Enceinte, elle rencontre dans le train qu'elle a pris pour aller en Californie, un jeune couple récemment marié Hugh Harkness et son épouse Patrice. Les deux femmes sympathisent dans le train, mais un accident survient qui tue le couple Harkness. Helen Ferguson en réchappe, mais à l'hôpital où elle est soignée, elle est confondue avec Patrice Harkness par la famille de l'époux décédé. Elle endosse alors le rôle de l'épouse défunte, et noue une relation avec Bill Harkness le frère de Hugh. Mais son ancien amant la retrouve menaçant de révéler sa vraie identité.  

## Fiche technique
- Titre : Chaînes du destin
- Titre original : No Man Of Her Own
- Réalisation : Mitchell Leisen
- Scénario : Sally Benson, Catherine Turney d'après le roman de William Irish "I Married A Dead Man" (Philadelphie, 1948)
- Production : Richard Maibaum
- Société de production et de distribution : Paramount Pictures
- Musique : Hugo Friedhofer
- Directeur de la photographie : Daniel L. Fapp
- Montage : Alma Macrorie
- Direction artistique : Henry Bumstead et Hans Dreier
- Décors de plateau : Sam Comer et Ray Moyer
- Costumes : Edith Head
- Effets visuels : Farciot Edouart et Gordon Jennings
- Pays de production : États-Unis
- Langue : anglais
- Format : Noir et blanc - 35 mm - 1,37:1 - Son : Mono (Western Electric Recording)
- Genre : Film noir
- Durée : 98 minutes
- Dates de sortie : 
  - États-Unis : 21 février 1950 (première)
  - France : 5 avril 1951

## Distribution
- Barbara Stanwyck (VF : Lita Recio) : Helen Ferguson / Patrice Harkness
- John Lund (VF : Jean-Henri Chambois) : Bill Harkness
- Jane Cowl (VF : Marie Francey) : Mme Harkness
- Phyllis Thaxter (VF : Renée Simonot) : Patrice Harkness
- Lyle Bettger (VF : Jean Martinelli) : Stephen 'Steve' Morley
- Henry O'Neill : M. Harkness
- Richard Denning : Hugh Harkness
- Carole Mathews : Irma
- Harry Antrim : Ty Winthrop
- Catherine Craig : Rosalie Baker
- Esther Dale (VF : Mona Dol) : Josie
- Milburn Stone : un homme en civil
- Griff Barnett : Dr Parker

Acteurs non crédités :
- Kathleen Freeman : Clara Larrimore
- Barry Norton : Patron du country club